# Kamelinia
Kamelinia là chi thực vật có hoa trong họ Apiaceae.